# 쇼박스
쇼박스(Showbox)는 1996년에 설립된, 한국의 메이저 영화 배급사로, 영화 투자, 제작, 배급을 담당하고 있는 미디어플렉스가 소유하고 있으며 오리온그룹에 소속되어 있다.
매우 짧은 역사를 가지고 있으나 한국의 역대 영화 관객수의 TOP 10 중 상위권을 차지한 6개가 쇼박스에서 만든 블록버스터 영화이다.
한국영화 주요작품으로는 《태극기 휘날리며》, 《범죄의 재구성》, 《효자동 이발사》, 《말아톤》, 《웰컴 투 동막골》, 《작업의 정석》, 《괴물》, 《미녀는 괴로워》, 《디워》, 《추격자》, 《님은 먼 곳에》, 《쌍화점》, 《국가대표》, 《황해》, 《조선 명탐정》, 《도둑들》, 《은밀하게 위대하게》, 《관상》, 《끝까지 간다》, 《암살》, 《내부자들》, 《검사외전》, 《터널》, 《럭키》, 《택시운전사》, 《살인자의 기억법》. 《곤지암》, 《암수살인》, 《마약왕》등 이 있다.

## 역사

### 동양그룹 시절 (1999 ~ 2001)
1996년, 대우그룹의 영상사업본부가 영상 미디어 산업에 최강자가 되기 위해 메가플렉스라는 이름으로 복합 영화관을 구상하고 있었다. 그것이, 미디어플렉스의 시초였다.
그러나, IMF로 인한 영화계 구조조정의 여파로 영상사업본부는 해체되었고, 메가플렉스는 자연스럽게 대우그룹에서 동양그룹으로 넘어가게 되었다.
1999년, 동양그룹은 모리타 인베스트먼트 인터내셔널과 합작으로 미디어플렉스를 다시 설립함과 동시에 본격적인 극장사업을 준비하게 되는데, 이 과정에서 강남의 씨네하우스 극장을 60억원에 인수하였다.
2000년, 한국의 2번째 멀티플렉스 영화관의 역할을 수행하게 될 메가플렉스는 메가박스로 이름을 바꾸고 공식 1호점인 삼성동의 코엑스점을 오픈하였다.
2001년, 동양그룹에 소속 되어 있던 동양제과를 계열분리하면서 미디어플렉스도 금호아시아나그룹 & 오리온그룹의 일원으로 재 출범 하였고, 튜브엔터테인먼트를 인수해 배급사업을 시작하려 했으나, 튜브엔터테인먼트의 경영실적 저조로 인하여 인수를 철회했다.

### 쇼박스의 탄생 (2002 ~ 2006)
2002년, 한국 영화에 대한 제작 투자와 외국영화 수입 및 배급 사업을 벌이게 될 자체 브랜드인 쇼박스가 탄생하며, 투자, 제작, 배급, 상영의 수직계열화를 완성시키며 종합 엔터테인먼트 그룹으로 도약하게 된다.
그리고, 2003년 12월, 미디어플렉스는 배급사업의 브랜드 역할을 담당했던 쇼박스를 합병하기로 한다.

### 제2의 도약을 준비하다. (2007 ~ 2014)
2007년, 영화 배급, 제작의 전문화와 세분화를 통해서 콘텐트 사업 역량강화의 일환으로 극장산업의 일익을 담당했던 메가박스를 호주계 은행 자본인 맥쿼리가 주축이 돼 설립한 KMIC(코리아 멀티플렉스 인베스트먼트 코퍼레이션)에게 매각하였다.

### 새로운 도전으로 아시아 No.1 영화사로 거듭나다. (2015 ~ 현재)
2015년, 상호명과 브랜드를 하나로 통일함으로써 영화산업의 새로운 이정표를 제시하고자 (주)미디어플렉스에서 (주)쇼박스로 상호를 변경하였다.

### 연혁
- 1996년 6월 (주)미디어 플렉스 설립, 영화사업 진출.
- 1999년 6월 (주)미디어 플렉스, 동양그룹으로 편입.
- 1999년 11월 (주)메가박스 설립, 영화관 사업 진출.
- 2002년 1월 쇼박스 브랜드 탄생, 영화 투자, 배급 시작.
- 2002년 12월 영화 색즉시공 흥행, 성공적인 시장 진입.
- 2004년 2월 영화 태극기 휘날리며 흥행신기록 수립, 관객수 1,174만 명.
- 2005년 8월 영화 웰컴투 동막골 800만 명 관객수 돌파.
- 2006년 7월 영화 괴물 흥행신기록 수립, 관객수 1,301만 명.
- 2007년 7월 (주)메가박스 미국 맥쿼리 투자펀드에 매각.
- 2007년 8월 영화 디 워 2007년 최고 흥행작 기록, 관객수 842만 명.
- 2008년 2월 영화 추격자 2008년 상반기 최고 흥행작 기록, 관객수 507만 명.
- 2009년 7월 영화 국가대표 관객수 848만 명.
- 2010년 2월 영화 의형제 관객수 550만 명.
- 2011년 1월 영화 조선명탐정: 각시투구꽃의 비밀 관객수 478만 명.
- 2012년 2월 영화 범죄와의 전쟁: 나쁜놈들 전성시대 관객수 471만 명.
- 2012년 7월 영화 도둑들 2012년 최고의 흥행작, 관객수 1,298만 명.
- 2013년 5월 영화 은밀하게 위대하게 역대 웹툰영화 중 흥행신기록수립. 관객수 471만 명.
- 2013년 9월 영화 관상 관객수 913만 명.
- 2014년 5월 영화 끝까지 간다 관객수 344만 명.
- 2015년 2월 영화 조선명탐정: 사라진 놉의 딸 2015년 상반기 한국영화 최고 흥행작 기록, 관객수 387만 명.
- 2015년 3월 중국 화이 브라더스와 독점 파트너쉽 체결.
- 2015년 6월 상호와 브랜드명 통일, (주)미디어플렉스에서 (주)쇼박스로 상호명 변경.

## 주요 작품 목록

#### 2002년
| 국가 | 제목         | 개봉일     | 종류 | 담당 | 레이블 |
| ---- | ------------ | ---------- | ---- | ---- | ------ |
| 한국 | 《중독》     | 2002.10.25 | 실사 | 배급 | 쇼박스 |
| 한국 | 《색즉시공》 | 2002.12.13 | 실사 | 배급 | 쇼박스 |

#### 2003년
| 국가 | 제목                  | 개봉일     | 종류 | 담당       | 레이블 |
| ---- | --------------------- | ---------- | ---- | ---------- | ------ |
| 한국 | 《이중간첩》          | 2003.1.23  | 실사 | 배급       | 쇼박스 |
| 한국 | 《하늘정원》          | 2003.4.4   | 실사 | 배급       | 쇼박스 |
| 미국 | 《어댑테이션》        | 2003.5.10  | 실사 | 배급       | 쇼박스 |
| 한국 | 《오! 브라더스》      | 2003.9.5   | 실사 | 배급       | 쇼박스 |
| 미국 | 《언더월드》          | 2003.9.26  | 실사 | 제공, 배급 | 쇼박스 |
| 한국 | 《은장도》            | 2003.10.24 | 실사 | 배급       | 쇼박스 |
| 한국 | 《동해물과 백두산이》 | 2003.12.31 | 실사 | 배급       | 쇼박스 |

#### 2004년
| 국가 | 제목                              | 개봉일     | 종류 | 담당       | 레이블                 |
| ---- | --------------------------------- | ---------- | ---- | ---------- | ---------------------- |
| 한국 | 《빙우》                          | 2004.1.16  | 실사 | 배급       | 쇼박스                 |
| 한국 | 《그녀를 모르면 간첩》            | 2004.1.30  | 실사 | 제공       | 쇼박스                 |
| 한국 | 《태극기 휘날리며》               | 2004.2.5   | 실사 | 제공, 배급 | 쇼박스(주)미디어플렉스 |
| 미국 | 《휴먼 스테인》                   | 2004.3.5   | 실사 | 제공, 배급 | 쇼박스(주)미디어플렉스 |
| 한국 | 《고독이 몸부림칠 때》            | 2004.3.19  | 실사 | 배급       | 쇼박스(주)미디어플렉스 |
| 한국 | 《마지막 늑대》                   | 2004.4.2   | 실사 | 배급       | 쇼박스(주)미디어플렉스 |
| 한국 | 《범죄의 재구성》                 | 2004.4.15  | 실사 | 배급       | 쇼박스(주)미디어플렉스 |
| 한국 | 《효자동 이발사》                 | 2004.5.5   | 실사 | 배급       | 쇼박스(주)미디어플렉스 |
| 태국 | 《옹박: 무에타이의 후예》         | 2004.5.26  | 실사 | 제공, 배급 | 쇼박스(주)미디어플렉스 |
| 한국 | 《령》                            | 2004.6.17  | 실사 | 배급       | 쇼박스(주)미디어플렉스 |
| 일본 | 《착신아리》                      | 2004.7.9   | 실사 | 배급       | 쇼박스(주)미디어플렉스 |
| 한국 | 《늑대의 유혹》                   | 2004.7.22  | 실사 | 배급       | 쇼박스(주)미디어플렉스 |
| 한국 | 《시실리 2km》                    | 2004.8.13  | 실사 | 배급       | 쇼박스(주)미디어플렉스 |
| 미국 | 《80일간의 세계 일주》            | 2004.9.17  | 실사 | 제공, 배급 | 쇼박스(주)미디어플렉스 |
| 일본 | 《세상의 중심에서 사랑을 외치다》 | 2004.10.8  | 실사 | 배급       | 쇼박스(주)미디어플렉스 |
| 한국 | 《주홍글씨》                      | 2004.10.29 | 실사 | 제공       | 쇼박스(주)미디어플렉스 |
| 미국 | 《나비효과》                      | 2004.11.19 | 실사 | 배급       | 쇼박스(주)미디어플렉스 |
| 미국 | 《블레이드 3》                    | 2004.12.15 | 실사 | 제공, 배급 | 쇼박스(주)미디어플렉스 |
| 한국 | 《신석기 블루스》                 | 2004.12.30 | 실사 | 제공       | 쇼박스(주)미디어플렉스 |

#### 2005년
| 국가 | 제목                            | 개봉일     | 종류 | 담당       | 레이블                 |
| ---- | ------------------------------- | ---------- | ---- | ---------- | ---------------------- |
| 미국 | 《월드 오브 투모로우》          | 2005.1.14  | 실사 | 제공, 배급 | 쇼박스(주)미디어플렉스 |
| 한국 | 《말아톤》                      | 2005.1.27  | 실사 | 제공, 배급 | 쇼박스(주)미디어플렉스 |
| 미국 | 《나인 야드 2》                 | 2005.2.24  | 실사 | 배급       | 쇼박스(주)미디어플렉스 |
| 한국 | 《여자, 정혜》                  | 2005.3.10  | 실사 | 배급       | 쇼박스(주)미디어플렉스 |
| 한국 | 《잠복근무》                    | 2005.3.17  | 실사 | 배급       | 쇼박스(주)미디어플렉스 |
| 미국 | 《블랙아웃》                    | 2005.4.7   | 실사 | 배급       | 쇼박스(주)미디어플렉스 |
| 한국 | 《남극일기》                    | 2005.5.19  | 실사 | 배급       | 쇼박스(주)미디어플렉스 |
| 미국 | 《11:14》                       | 2005.6.2   | 실사 | 배급       | 쇼박스(주)미디어플렉스 |
| 한국 | 《간 큰 가족》                  | 2005.6.9   | 실사 | 배급       | 쇼박스(주)미디어플렉스 |
| 미국 | 《텍사스 전기톱 연쇄 살인사건》 | 2005.6.16  | 실사 | 배급       | 쇼박스(주)미디어플렉스 |
| 한국 | 《분홍신》                      | 2005.6.30  | 실사 | 배급       | 쇼박스(주)미디어플렉스 |
| 한국 | 《천군》                        | 2005.7.15  | 실사 | 배급       | 쇼박스(주)미디어플렉스 |
| 미국 | 《부기맨》                      | 2005.7.28  | 실사 | 배급       | 쇼박스(주)미디어플렉스 |
| 한국 | 《웰컴 투 동막골》              | 2005.8.4   | 실사 | 제공, 배급 | 쇼박스(주)미디어플렉스 |
| 태국 | 《옹박: 두 번째 미션》          | 2005.8.18  | 실사 | 제공, 배급 | 쇼박스(주)미디어플렉스 |
| 한국 | 《가문의 위기》                 | 2005.9.7   | 실사 | 배급       | 쇼박스(주)미디어플렉스 |
| 한국 | 《미스터 주부 퀴즈왕》          | 2005.9.30  | 실사 | 제공, 배급 | 쇼박스(주)미디어플렉스 |
| 미국 | 《당신이 사랑하는 동안에》      | 2005.10.13 | 실사 | 제공, 배급 | 쇼박스(주)미디어플렉스 |
| 한국 | 《야수와 미녀》                 | 2005.10.27 | 실사 | 제공, 배급 | 쇼박스(주)미디어플렉스 |
| 한국 | 《소년, 천국에 가다》           | 2005.11.11 | 실사 | 배급       | 쇼박스(주)미디어플렉스 |
| 한국 | 《6월의 일기》                  | 2005.12.1  | 실사 | 배급       | 쇼박스(주)미디어플렉스 |
| 한국 | 《애인》                        | 2005.12.8  | 실사 | 배급       | 쇼박스(주)미디어플렉스 |
| 한국 | 《작업의 정석》                 | 2005.12.21 | 실사 | 배급       | 쇼박스(주)미디어플렉스 |

#### 2006년
| 국가 | 제목                                   | 개봉일     | 종류              | 담당       | 레이블                 |
| ---- | -------------------------------------- | ---------- | ----------------- | ---------- | ---------------------- |
| 한국 | 《야수》                               | 2006.1.12  | 실사              | 제공, 배급 | 쇼박스(주)미디어플렉스 |
| 한국 | 《흡혈형사 나도열》                    | 2006.2.9   | 실사              | 배급       | 쇼박스(주)미디어플렉스 |
| 미국 | 《언더월드 2: 에볼루션》               | 2006.2.23  | 실사              | 배급       | 쇼박스(주)미디어플렉스 |
| 한국 | 《데이지》                             | 2006.3.9   | 실사              | 배급       | 쇼박스(주)미디어플렉스 |
| 한국 | 《청춘만화》                           | 2006.3.23  | 실사              | 배급       | 쇼박스(주)미디어플렉스 |
| 미국 | 《빨간 모자의 진실》                   | 2006.4.6   | 애니메이션        | 제공, 배급 | 쇼박스(주)미디어플렉스 |
| 한국 | 《연리지》                             | 2006.4.13  | 실사              | 배급       | 쇼박스(주)미디어플렉스 |
| 한국 | 《맨발의 기봉이》                      | 2006.4.26  | 실사              | 배급       | 쇼박스(주)미디어플렉스 |
| 한국 | 《공필두》                             | 2006.5.11  | 실사              | 배급       | 쇼박스(주)미디어플렉스 |
| 한국 | 《호로비츠를 위하여》                  | 2006.5.25  | 실사              | 배급       | 쇼박스(주)미디어플렉스 |
| 일본 | 《환생》                               | 2006.6.8   | 실사              | 제공, 배급 | 쇼박스(주)미디어플렉스 |
| 한국 | 《강적》                               | 2006.6.22  | 실사              | 배급       | 쇼박스(주)미디어플렉스 |
| 한국 | 《아파트》                             | 2006.7.6   | 실사              | 배급       | 쇼박스(주)미디어플렉스 |
| 일본 | 《포켓몬 레인저와 바다의 왕자 마나피》 | 2006.7.20  | 애니메이션 극장판 | 배급       | 쇼박스(주)미디어플렉스 |
| 한국 | 《괴물》                               | 2006.7.27  | 실사              | 배급       | 쇼박스(주)미디어플렉스 |
| 일본 | 《게드전기: 어스시의 전설》            | 2006.8.10  | 애니메이션        | 배급       | 쇼박스(주)미디어플렉스 |
| 한국 | 《신데렐라》                           | 2006.8.17  | 실사              | 배급       | 쇼박스(주)미디어플렉스 |
| 한국 | 《원탁의 천사》                        | 2006.8.24  | 실사              | 배급       | 쇼박스(주)미디어플렉스 |
| 한국 | 《뚝방전설》                           | 2006.9.7   | 실사              | 배급       | 쇼박스(주)미디어플렉스 |
| 한국 | 《가문의 부활》                        | 2006.9.21  | 실사              | 배급       | 쇼박스(주)미디어플렉스 |
| 한국 | 《폭력써클》                           | 2006.10.19 | 실사              | 배급       | 쇼박스(주)미디어플렉스 |
| 한국 | 《마음이...》                          | 2006.10.26 | 실사              | 제공, 배급 | 쇼박스(주)미디어플렉스 |
| 한국 | 《사랑따윈 필요없어》                  | 2006.11.9  | 실사              | 배급       | 쇼박스(주)미디어플렉스 |
| 한국 | 《해바라기》                           | 2006.11.23 | 실사              | 배급       | 쇼박스(주)미디어플렉스 |
| 한국 | 《그 해 여름》                         | 2006.11.30 | 실사              | 배급       | 쇼박스(주)미디어플렉스 |
| 한국 | 《미녀는 괴로워》                      | 2006.12.14 | 실사              | 배급       | 쇼박스(주)미디어플렉스 |
| 한국 | 《조폭 마누라 3》                      | 2006.12.28 | 실사              | 제공, 배급 | 쇼박스(주)미디어플렉스 |

#### 2007년
| 국가 | 제목                           | 개봉일     | 종류      | 담당       | 레이블                 |
| ---- | ------------------------------ | ---------- | --------- | ---------- | ---------------------- |
| 한국 | 《허브》                       | 2007.1.11  | 실사      | 배급       | 쇼박스(주)미디어플렉스 |
| 한국 | 《최강 로맨스》                | 2007.1.25  | 실사      | 제공, 배급 | 쇼박스(주)미디어플렉스 |
| 한국 | 《김관장 대 김관장 대 김관장》 | 2007.2.8   | 실사      | 배급       | 쇼박스(주)미디어플렉스 |
| 한국 | 《마강호텔》                   | 2007.2.22  | 실사      | 제공, 배급 | 쇼박스(주)미디어플렉스 |
| 일본 | 《훌라 걸스》                  | 2007.3.1   | 실사      | 제공, 배급 | 쇼박스(주)미디어플렉스 |
| 한국 | 《쏜다》                       | 2007.3.14  | 실사      | 제공, 배급 | 쇼박스(주)미디어플렉스 |
| 한국 | 《뷰티풀 선데이》              | 2007.3.29  | 실사      | 제공, 배급 | 쇼박스(주)미디어플렉스 |
| 한국 | 《날아라 허동구》              | 2007.4.29  | 실사      | 제공, 배급 | 쇼박스(주)미디어플렉스 |
| 한국 | 《경의선》                     | 2007.5.10  | 독립/예술 | 배급       | 쇼박스(주)미디어플렉스 |
| 중국 | 《상성: 상처받은 도시》        | 2007.5.31  | 실사      | 제공, 배급 | 쇼박스(주)미디어플렉스 |
| 미국 | 《4.4.4.》                     | 2007.6.20  | 실사      | 배급       | 쇼박스(주)미디어플렉스 |
| 한국 | 《디 워》                      | 2007.8.1   | 실사      | 제공, 배급 | 쇼박스(주)미디어플렉스 |
| 한국 | 《만남의 광장》                | 2007.8.15  | 실사      | 제공, 배급 | 쇼박스(주)미디어플렉스 |
| 한국 | 《브라보 마이 라이프》         | 2007.9.6   | 실사      | 배급       | 쇼박스(주)미디어플렉스 |
| 한국 | 《두 얼굴의 여친》             | 2007.9.13  | 실사      | 제공, 배급 | 쇼박스(주)미디어플렉스 |
| 한국 | 《행복》                       | 2007.10.3  | 실사      | 배급       | 쇼박스(주)미디어플렉스 |
| 일본 | 《박치기! LOVE & PEACE》       | 2007.10.11 | 실사      | 제공, 배급 | 쇼박스(주)미디어플렉스 |
| 한국 | 《마을금고 연쇄습격사건》      | 2007.11.14 | 실사      | 제공, 배급 | 쇼박스(주)미디어플렉스 |
| 한국 | 《열한번째 엄마》              | 2007.11.29 | 실사      | 제공, 배급 | 쇼박스(주)미디어플렉스 |
| 한국 | 《내 사랑》                    | 2007.12.18 | 실사      | 배급       | 쇼박스(주)미디어플렉스 |

#### 2008년
| 국가 | 제목                                              | 개봉일     | 종류       | 담당       | 레이블                 |
| ---- | ------------------------------------------------- | ---------- | ---------- | ---------- | ---------------------- |
| 미국 | 《P.S 아이 러브 유》                              | 2008.1.3   | 실사       | 제공, 배급 | 쇼박스(주)미디어플렉스 |
| 미국 | 《엘라의 모험: 해피엔딩의 위기》                  | 2008.1.24  | 애니메이션 | 배급       | 쇼박스(주)미디어플렉스 |
| 한국 | 《마지막 선물》                                   | 2008.2.5   | 실사       | 배급       | 쇼박스(주)미디어플렉스 |
| 한국 | 《추격자》                                        | 2008.2.14  | 실사       | 배급       | 쇼박스(주)미디어플렉스 |
| 미국 | 《마이 블루베리 나이츠》                          | 2008.3.6   | 실사       | 배급       | 쇼박스(주)미디어플렉스 |
| 한국 | 《동거, 동락》                                    | 2008.3.27  | 실사       | 제공, 배급 | 쇼박스(주)미디어플렉스 |
| 한국 | 《GP506》                                         | 2008.4.3   | 실사       | 제공, 배급 | 쇼박스(주)미디어플렉스 |
| 한국 | 《가루지기》                                      | 2008.4.30  | 실사       | 제공, 배급 | 쇼박스(주)미디어플렉스 |
| 미국 | 《디 아이》                                       | 2008.6.5   | 실사       | 제공, 배급 | 쇼박스(주)미디어플렉스 |
| 일본 | 《크로우즈 제로》                                 | 2008.7.2   | 실사       | 배급       | 쇼박스(주)미디어플렉스 |
| 중국 | 《적벽대전: 거대한 전쟁의 시작》                  | 2008.7.10  | 실사       | 제공, 배급 | 쇼박스(주)미디어플렉스 |
| 한국 | 《님은 먼 곳에》                                  | 2008.7.24  | 실사       | 제공, 배급 | 쇼박스(주)미디어플렉스 |
| 한국 | 《다찌마와 리: 악인이여 지옥행 급행열차를 타라!》 | 2008.8.14  | 실사       | 제공, 배급 | 쇼박스(주)미디어플렉스 |
| 한국 | 《고고70》                                        | 2008.10.3  | 실사       | 제공, 배급 | 쇼박스(주)미디어플렉스 |
| 한국 | 《비몽》                                          | 2008.10.9  | 실사       | 배급       | 쇼박스(주)미디어플렉스 |
| 한국 | 《사과》                                          | 2008.10.16 | 독립/예술  | 배급       | 쇼박스(주)미디어플렉스 |
| 미국 | 《마이 쎄시 걸》                                  | 2008.10.30 | 실사       | 배급       | 쇼박스(주)미디어플렉스 |
| 한국 | 《서양골동양과자점 앤티크》                       | 2008.11.13 | 실사       | 제공, 배급 | 쇼박스(주)미디어플렉스 |
| 일본 | 《벼랑 위의 포뇨》                                | 2008.12.17 | 애니메이션 | 배급       | 쇼박스(주)미디어플렉스 |
| 한국 | 《쌍화점》                                        | 2008.12.30 | 실사       | 제공, 배급 | 쇼박스(주)미디어플렉스 |

#### 2009년
| 국가   | 제목                        | 개봉일     | 종류       | 담당       | 레이블                 |
| ------ | --------------------------- | ---------- | ---------- | ---------- | ---------------------- |
| 중국   | 《적벽대전 2: 최후의 결전》 | 2009.1.22  | 실사       | 제공, 배급 | 쇼박스(주)미디어플렉스 |
| 한국   | 《작전》                    | 2009.2.12  | 실사       | 제공, 배급 | 쇼박스(주)미디어플렉스 |
| 한국   | 《슬픔보다 더 슬픈 이야기》 | 2009.3.11  | 실사       | 배급       | 쇼박스(주)미디어플렉스 |
| 미국   | 《미쓰 루시힐》             | 2009.4.9   | 실사       | 제공, 배급 | 쇼박스(주)미디어플렉스 |
| 프랑스 | 《리틀 비버》               | 2009.4.30  | 애니메이션 | 배급       | 쇼박스(주)미디어플렉스 |
| 한국   | 《거북이 달린다》           | 2009.6.11  | 실사       | 제공, 배급 | 쇼박스(주)미디어플렉스 |
| 일본   | 《주온: 원혼의 부활》       | 2009.7.9   | 실사       | 배급       | 쇼박스(주)미디어플렉스 |
| 한국   | 《국가대표》                | 2009.7.29  | 실사       | 배급       | 쇼박스(주)미디어플렉스 |
| 한국   | 《불신지옥》                | 2009.8.12  | 실사       | 배급       | 쇼박스(주)미디어플렉스 |
| 한국   | 《이태원 살인사건》         | 2009.9.10  | 실사       | 배급       | 쇼박스(주)미디어플렉스 |
| 한국   | 《불꽃처럼 나비처럼》       | 2009.9.24  | 실사       | 배급       | 쇼박스(주)미디어플렉스 |
| 한국   | 《여배우들》                | 2009.12.10 | 실사       | 배급       | 쇼박스(주)미디어플렉스 |

#### 2010년
| 국가 | 제목                     | 개봉일     | 종류       | 담당       | 레이블                 |
| ---- | ------------------------ | ---------- | ---------- | ---------- | ---------------------- |
| 한국 | 《아빠가 여자를 좋아해》 | 2010.1.14  | 실사       | 제공, 배급 | 쇼박스(주)미디어플렉스 |
| 한국 | 《의형제》               | 2010.2.4   | 실사       | 제공, 배급 | 쇼박스(주)미디어플렉스 |
| 미국 | 《일라이》               | 2010.4.15  | 실사       | 배급       | 쇼박스(주)미디어플렉스 |
| 한국 | 《맨발의 꿈》            | 2010.6.24  | 실사       | 제공, 배급 | 쇼박스(주)미디어플렉스 |
| 한국 | 《악마를 보았다》        | 2010.8.12  | 실사       | 배급       | 쇼박스(주)미디어플렉스 |
| 미국 | 《센츄리온》             | 2010.8.26  | 실사       | 제공, 배급 | 쇼박스(주)미디어플렉스 |
| 미국 | 《플래닛 51》            | 2010.10.21 | 애니메이션 | 제공, 배급 | 쇼박스(주)미디어플렉스 |
| 한국 | 《불량남녀》             | 2010.11.4  | 실사       | 제공, 배급 | 쇼박스(주)미디어플렉스 |
| 한국 | 《황해》                 | 2010.12.22 | 실사       | 제공       | 쇼박스(주)미디어플렉스 |

#### 2011년
| 국가 | 제목                              | 개봉일     | 종류       | 담당       | 레이블                 |
| ---- | --------------------------------- | ---------- | ---------- | ---------- | ---------------------- |
| 한국 | 《조선명탐정: 각시투구꽃의 비밀》 | 2011.1.27  | 실사       | 제공, 배급 | 쇼박스(주)미디어플렉스 |
| 미국 | 《웨이 백》                       | 2011.3.17  | 실사       | 배급       | 쇼박스(주)미디어플렉스 |
| 한국 | 《달빛 길어올리기》               | 2011.3.17  | 독립/예술  | 제공, 배급 | 쇼박스(주)미디어플렉스 |
| 미국 | 《노미오와 줄리엣》               | 2011.4.14  | 애니메이션 | 제공, 배급 | 쇼박스(주)미디어플렉스 |
| 한국 | 《적과의 동침》                   | 2011.4.27  | 실사       | 배급       | 쇼박스(주)미디어플렉스 |
| 미국 | 《레지던트》                      | 2011.6.2   | 실사       | 배급       | 쇼박스(주)미디어플렉스 |
| 한국 | 《모비딕》                        | 2011.6.9   | 실사       | 제공, 배급 | 쇼박스(주)미디어플렉스 |
| 한국 | 《고지전》                        | 2011.7.20  | 실사       | 제공, 배급 | 쇼박스(주)미디어플렉스 |
| 한국 | 《챔프》                          | 2011.9.7   | 실사       | 제공, 배급 | 쇼박스(주)미디어플렉스 |
| 한국 | 《의뢰인》                        | 2011.9.29  | 실사       | 제공, 배급 | 쇼박스(주)미디어플렉스 |
| 한국 | 《오직 그대만》                   | 2011.10.20 | 실사       | 제공, 배급 | 쇼박스(주)미디어플렉스 |
| 한국 | 《더 킥》                         | 2011.11.3  | 실사       | 제공, 배급 | 쇼박스(주)미디어플렉스 |

#### 2012년
| 국가   | 제목                                 | 개봉일     | 종류 | 담당       | 레이블                 |
| ------ | ------------------------------------ | ---------- | ---- | ---------- | ---------------------- |
| 한국   | 《원더풀 라디오》                    | 2012.1.5   | 실사 | 제공, 배급 | 쇼박스(주)미디어플렉스 |
| 한국   | 《범죄와의 전쟁: 나쁜놈들 전성시대》 | 2012.2.4   | 실사 | 제공, 배급 | 쇼박스(주)미디어플렉스 |
| 미국   | 《저스티스》                         | 2012.3.15  | 실사 | 제공, 배급 | 쇼박스(주)미디어플렉스 |
| 한국   | 《간기남》                           | 2012.4.11  | 실사 | 배급       | 쇼박스(주)미디어플렉스 |
| 프랑스 | 《아버지를 위한 노래》               | 2012.5.3   | 실사 | 제공, 배급 | 쇼박스(주)미디어플렉스 |
| 한국   | 《미확인 동영상: 절대클릭금지》      | 2012.5.30  | 실사 | 제공, 배급 | 쇼박스(주)미디어플렉스 |
| 한국   | 《도둑들》                           | 2012.7.25  | 실사 | 제공, 배급 | 쇼박스(주)미디어플렉스 |
| 한국   | 《인시디어스》                       | 2012.9.13  | 실사 | 배급       | 쇼박스(주)미디어플렉스 |
| 한국   | 《회사원》                           | 2012.10.11 | 실사 | 제공, 배급 | 쇼박스(주)미디어플렉스 |
| 한국   | 《내가 살인범이다》                  | 2012.11.8  | 실사 | 제공, 배급 | 쇼박스(주)미디어플렉스 |

#### 2013년
| 국가 | 제목                       | 개봉일     | 종류 | 담당       | 레이블                 |
| ---- | -------------------------- | ---------- | ---- | ---------- | ---------------------- |
| 한국 | 《박수건달》               | 2013.1.9   | 실사 | 제공, 배급 | 쇼박스(주)미디어플렉스 |
| 한국 | 《남자사용설명서》         | 2013.2.14  | 실사 | 배급       | 쇼박스(주)미디어플렉스 |
| 한국 | 《파파로티》               | 2013.3.14  | 실사 | 배급       | 쇼박스(주)미디어플렉스 |
| 미국 | 《킬링 소프틀리》          | 2013.4.4   | 실사 | 제공, 배급 | 쇼박스(주)미디어플렉스 |
| 한국 | 《은밀하게 위대하게》      | 2013.6.5   | 실사 | 제공, 배급 | 쇼박스(주)미디어플렉스 |
| 한국 | 《미스터 고》              | 2013.7.17  | 실사 | 제공, 배급 | 쇼박스(주)미디어플렉스 |
| 한국 | 《관상》                   | 2013.9.11  | 실사 | 제공, 배급 | 쇼박스(주)미디어플렉스 |
| 한국 | 《화이: 괴물을 삼킨 아이》 | 2013.10.9  | 실사 | 제공, 배급 | 쇼박스(주)미디어플렉스 |
| 한국 | 《동창생》                 | 2013.11.6  | 실사 | 배급       | 쇼박스(주)미디어플렉스 |
| 한국 | 《용의자》                 | 2013.12.24 | 실사 | 배급       | 쇼박스(주)미디어플렉스 |

#### 2014년
| 국가 | 제목                          | 개봉일     | 종류 | 담당       | 레이블                 |
| ---- | ----------------------------- | ---------- | ---- | ---------- | ---------------------- |
| 한국 | 《조선미녀삼총사》            | 2014.1.23  | 실사 | 배급       | 쇼박스(주)미디어플렉스 |
| 미국 | 《프랑켄슈타인: 불멸의 영웅》 | 2014.2.6   | 실사 | 배급       | 쇼박스(주)미디어플렉스 |
| 한국 | 《끝까지 간다》               | 2014.5.29  | 실사 | 제공, 배급 | 쇼박스(주)미디어플렉스 |
| 미국 | 《그레이스 오브 모나코》      | 2014.6.18  | 실사 | 배급       | 쇼박스(주)미디어플렉스 |
| 한국 | 《신의 한 수》                | 2014.7.3   | 실사 | 제공, 배급 | 쇼박스(주)미디어플렉스 |
| 한국 | 《군도: 민란의 시대》         | 2014.7.23  | 실사 | 제공, 배급 | 쇼박스(주)미디어플렉스 |
| 한국 | 《우리는 형제입니다》         | 2014.10.23 | 실사 | 제공, 배급 | 쇼박스(주)미디어플렉스 |
| 한국 | 《상의원》                    | 2014.12.24 | 실사 | 배급       | 쇼박스(주)미디어플렉스 |

#### 2015년
| 국가 | 제목                                   | 개봉일                | 종류        | 담당       | 레이블                 |
| ---- | -------------------------------------- | --------------------- | ----------- | ---------- | ---------------------- |
| 한국 | 《강남 1970》                          | 2015.1.21             | 실사        | 제공, 배급 | 쇼박스(주)미디어플렉스 |
| 한국 | 《조선명탐정: 사라진 놉의 딸》         | 2015.2.11             | 실사        | 제공, 배급 | 쇼박스(주)미디어플렉스 |
| 미국 | 《위플래쉬》                           | 2015.3.12             | 실사        | 배급       | 쇼박스(주)미디어플렉스 |
| 한국 | 《연애의 맛》                          | 2015.5.7              | 실사        | 배급       | 쇼박스(주)미디어플렉스 |
| 한국 | 《극비수사》                           | 2015.6.18             | 실사        | 제공, 배급 | 쇼박스(주)미디어플렉스 |
| 한국 | 《암살》                               | 2015.7.22             | 실사        | 제공, 배급 | 쇼박스                 |
| 한국 | 《사도》                               | 2015.9.16             | 실사        | 제공, 배급 | 쇼박스                 |
| 미국 | 《아델라인: 멈춰진 시간》              | 2015.10.15            | 실사        | 배급       | 쇼박스                 |
| 한국 | 《미안해 사랑해 고마워》               | 2015.10.28            | 실사        | 제공, 배급 | 쇼박스                 |
| 한국 | 《내부자들》 《내부자들: 디 오리지널》 | 2015.11.19 2015.12.31 | 실사 감독판 | 제공, 배급 | 쇼박스                 |

#### 2016년
| 국가 | 제목              | 개봉일     | 종류 | 담당       | 레이블 |
| ---- | ----------------- | ---------- | ---- | ---------- | ------ |
| 한국 | 《그날의 분위기》 | 2016.1.14  | 실사 | 제공, 배급 | 쇼박스 |
| 한국 | 《검사외전》      | 2016.2.3   | 실사 | 제공, 배급 | 쇼박스 |
| 한국 | 《남과 여》       | 2016.2.25  | 실사 | 제공, 배급 | 쇼박스 |
| 중국 | 《제3의 사랑》    | 2016.5.19  | 실사 | 배급       | 쇼박스 |
| 한국 | 《굿바이 싱글》   | 2016.6.29  | 실사 | 제공, 배급 | 쇼박스 |
| 한국 | 《터널》          | 2016.8.10  | 실사 | 제공, 배급 | 쇼박스 |
| 한국 | 《럭키》          | 2016.10.13 | 실사 | 제공, 배급 | 쇼박스 |
| 한국 | 《가려진 시간》   | 2016.11.16 | 실사 | 제공, 배급 | 쇼박스 |

#### 2017년
| 국가 | 제목                                                 | 개봉일             | 종류        | 담당             | 레이블 |
| ---- | ---------------------------------------------------- | ------------------ | ----------- | ---------------- | ------ |
| 한국 | 《프리즌》                                           | 2017.3.23          | 실사        | 제공, 배급       | 쇼박스 |
| 한국 | 《특별시민》                                         | 2017.4.26          | 실사        | 제공, 배급       | 쇼박스 |
| 한국 | 《택시운전사》                                       | 2017.8.2           | 실사        | 제공, 배급       | 쇼박스 |
| 한국 | 《살인자의 기억법》 《살인자의 기억법: 새로운 기억》 | 2017.9.6 2017.11.1 | 실사 감독판 | 제공, 배급, 제작 | 쇼박스 |
| 한국 | 《희생부활자》                                       | 2017.10.12         | 실사        | 제공, 배급       | 쇼박스 |
| 한국 | 《꾼》                                               | 2017.11.22         | 실사        | 제공, 배급       | 쇼박스 |

#### 2018년
| 국가 | 제목                            | 개봉일     | 종류                             | 담당       | 레이블 |
| ---- | ------------------------------- | ---------- | -------------------------------- | ---------- | ------ |
| 한국 | 《조선명탐정: 흡혈괴마의 비밀》 | 2018.2.8   | 실사                             | 제공, 배급 | 쇼박스 |
| 한국 | 《곤지암》                      | 2018.3.28  | 실사                             | 제공, 배급 | 쇼박스 |
| 한국 | 《암수살인》                    | 2018.10.3  | 실사                             | 제공, 배급 | 쇼박스 |
| 한국 | 《댄싱9 시즌3》                 | 2018.11.17 | 애니메이션 TV 영화, MBN에서 방영 | 제공, 배급 | 쇼박스 |
| 한국 | 《성난 황소》                   | 2018.11.22 | 실사                             | 제공, 배급 | 쇼박스 |
| 한국 | 《마약왕》                      | 2018.12.19 | 실사                             | 제공, 배급 | 쇼박스 |

#### 2019년
| 국가 | 제목            | 개봉일    | 종류 | 담당       | 레이블 |
| ---- | --------------- | --------- | ---- | ---------- | ------ |
| 한국 | 《뺑반》        | 2019.1.30 | 실사 | 제공, 배급 | 쇼박스 |
| 한국 | 《돈》          | 2019.3.20 | 실사 | 제공, 배급 | 쇼박스 |
| 한국 | 《미성년》      | 2019.4.11 | 실사 | 제공, 배급 | 쇼박스 |
| 미국 | 《마담 싸이코》 | 2019.6.26 | 실사 | 제공, 배급 | 쇼박스 |
| 한국 | 《봉오동 전투》 | 2019.8.7  | 실사 | 제공, 배급 | 쇼박스 |
| 한국 | 《퍼펙트맨》    | 2019.10.2 | 실사 | 제공, 배급 | 쇼박스 |

#### 2020년
| 국가 | 제목              | 개봉일    | 종류 | 담당       | 레이블 |
| ---- | ----------------- | --------- | ---- | ---------- | ------ |
| 한국 | 《남산의 부장들》 | 2020.1.22 | 실사 | 제공, 배급 | 쇼박스 |
| 한국 | 《국제수사》      | 2020.9.29 | 실사 | 제공, 배급 | 쇼박스 |

#### 2021년
| 국가 | 제목       | 개봉일    | 종류 | 담당       | 레이블 |
| ---- | ---------- | --------- | ---- | ---------- | ------ |
| 태국 | 《랑종》   | 2021.7.14 | 실사 | 제공, 배급 | 쇼박스 |
| 한국 | 《싱크홀》 | 2021.8.11 | 실사 | 제공, 배급 | 쇼박스 |

#### 2022년
| 국가 | 제목                     | 개봉일     | 종류 | 담당       | 레이블 |
| ---- | ------------------------ | ---------- | ---- | ---------- | ------ |
| 한국 | 《이상한 나라의 수학자》 | 2022.3.9   | 실사 | 제공, 배급 | 쇼박스 |
| 한국 | 《비상선언》             | 2022.8.3   | 실사 | 제공, 배급 | 쇼박스 |
| 한국 | 《압꾸정》               | 2022.11.30 | 실사 | 제공, 배급 | 쇼박스 |

#### 2023년
| 국가 | 제목                | 개봉일    | 종류       | 담당       | 레이블 |
| ---- | ------------------- | --------- | ---------- | ---------- | ------ |
| 일본 | 《스즈메의 문단속》 | 2023.3.8  | 애니메이션 | 배급       | 쇼박스 |
| 한국 | 《비공식작전》      | 2023.8.2  | 실사       | 제공, 배급 | 쇼박스 |
| 한국 | 《3일의 휴가》      | 2023.12.6 | 실사       | 제공, 배급 | 쇼박스 |

#### 2024년
| 국가 | 제목                               | 개봉일     | 종류              | 담당       | 레이블 |
| ---- | ---------------------------------- | ---------- | ----------------- | ---------- | ------ |
| 한국 | 《시민 덕희》                      | 2024.1.24  | 실사              | 제공, 배급 | 쇼박스 |
| 한국 | 《파묘》                           | 2024.2.20  | 실사              | 제공, 배급 | 쇼박스 |
| 일본 | 《청춘 18X2 너에게로 이어지는 길》 | 2024.5.22  | 실사              | 배급       | 쇼박스 |
| 한국 | 《사랑의 하츄핑》                  | 2024.8.7   | 애니메이션 극장판 | 배급       | 쇼박스 |
| 한국 | 《대도시의 사랑법》                | 2024.10.1  | 실사              | 제작       | 쇼박스 |
| 한국 | 《사흘》                           | 2024.11.14 | 실사              | 제공, 배급 | 쇼박스 |

#### 2025년
| 국가 | 제목              | 개봉일    | 종류       | 담당       | 레이블 |
| ---- | ----------------- | --------- | ---------- | ---------- | ------ |
| 한국 | 《퇴마록》        | 2025.2.21 | 애니메이션 | 배급       | 쇼박스 |
| 한국 | 《로비》          | 2025.4.2  | 실사       | 배급       | 쇼박스 |
| 한국 | 《소주전쟁》      | 2025.6.3  | 실사       | 제공, 배급 | 쇼박스 |
| 한국 | 《퍼스트 라이드》 | 2025.10   | 실사       | 제공, 배급 | 쇼박스 |

## 관계사
- 넥스트엔터테인먼트월드
- 메리크리스마스
- 에이스메이커무비웍스